# 华亭寺
华亭寺，又名靖国云栖禅寺，位于云南昆明的西山之中。汉族地区佛教全国重点寺院之一。

## 历史沿革
华亭寺始建于大理国时期，为大理国鄯阐匡国侯高智昇的宅院。元玄通元峰禅师创建大光明殿、供毗卢佛和圆觉十二大士，寺称圆觉寺。明朝正统六年（1441年）明英宗赐名华亭寺。1923年，虚云法师重修华亭寺，又名“靖国云栖禅寺”。1961年11月，公布为昆明市重点文物保护单位。1983年，国务院批准为全国重点汉地佛寺名单。

## 建筑风格
寺内有天王殿、大雄宝殿等建筑。寺内有石雕青狮白象，供有三尊五米高的三世佛全身像，侧壁上供有五百罗汉像。寺前为水池，使景色深幽又兼开阔。
天王殿外立有两尊金刚，左像怒颜张口，高悬降魔杵；右像忿颜闭口，手握荡魔杵，为“密迹金刚”。与其他佛教寺庙不同之处在于，该金刚呈坐式，造型独特。天王殿弥勒佛神龛处，悬有清代书画家錢灃所撰的楹联：“青山之高，绿水之长，岂必佛方开口笑；徐行不困，稳地不跌，无妨人自纵心游”。
曾经有众多著名人士游览拜谒过华亭寺，如钱沣、林则徐、陈毅、李根源、郭沫若等。

## 图集

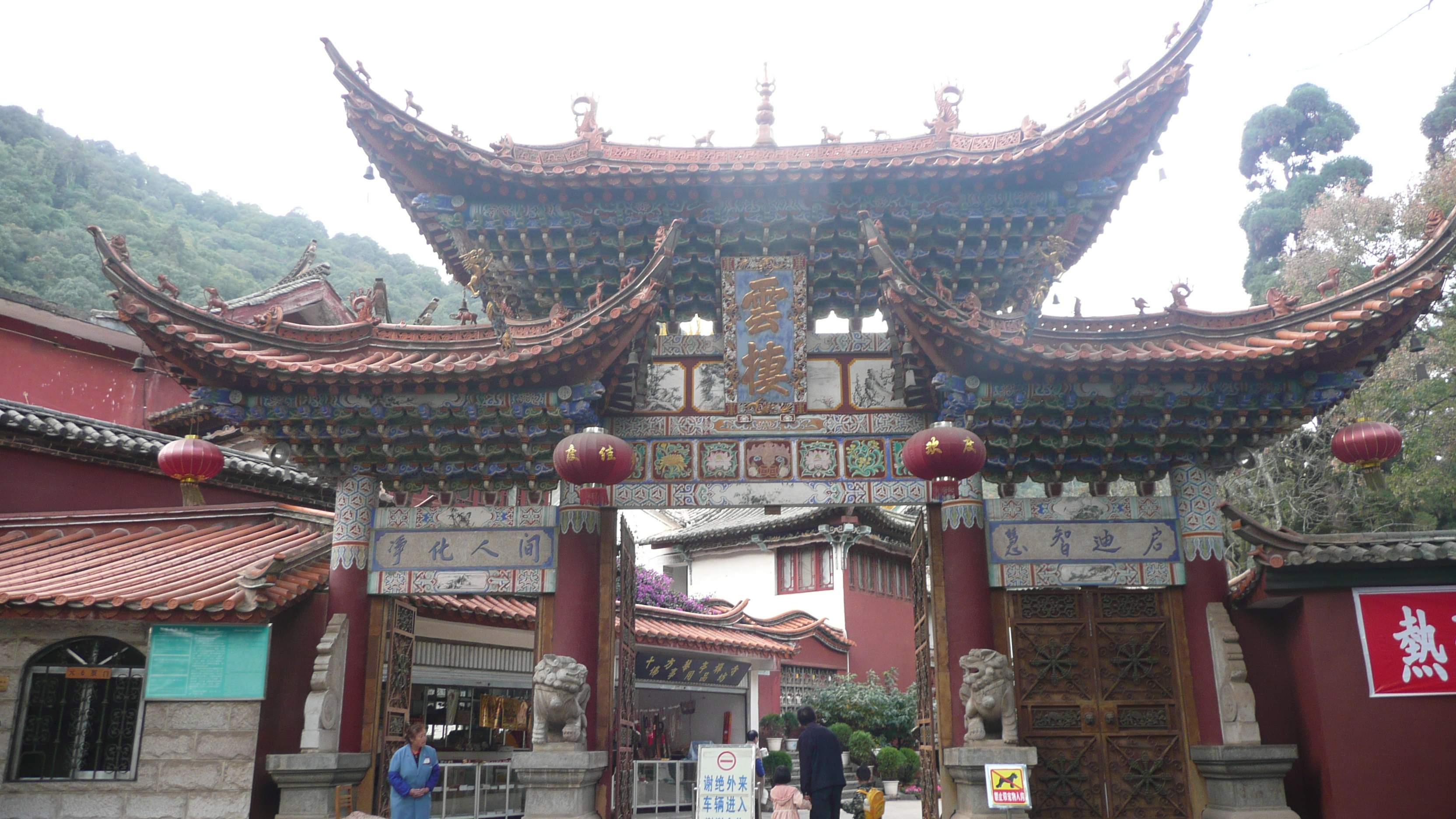
牌坊
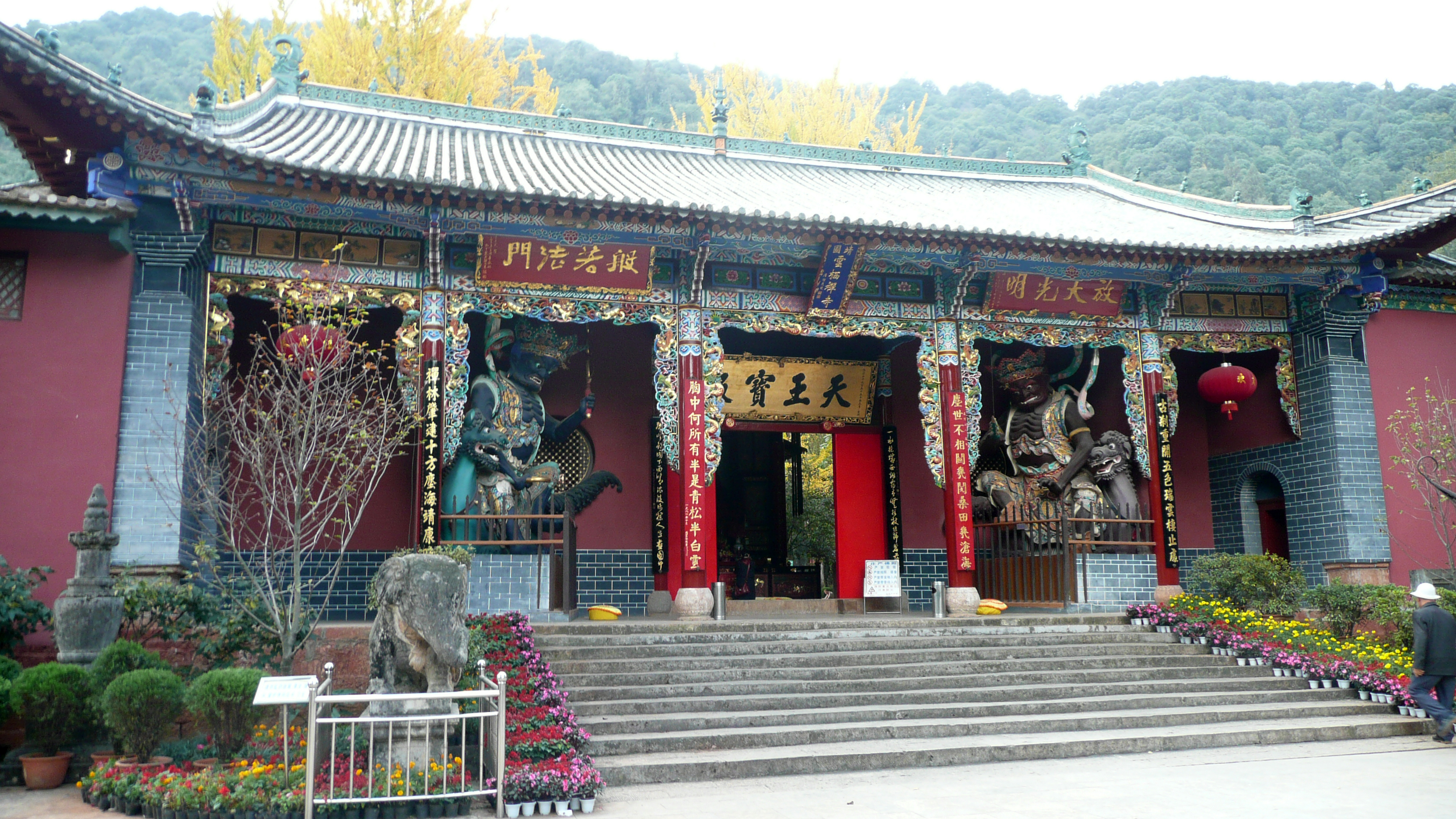
天王宝殿
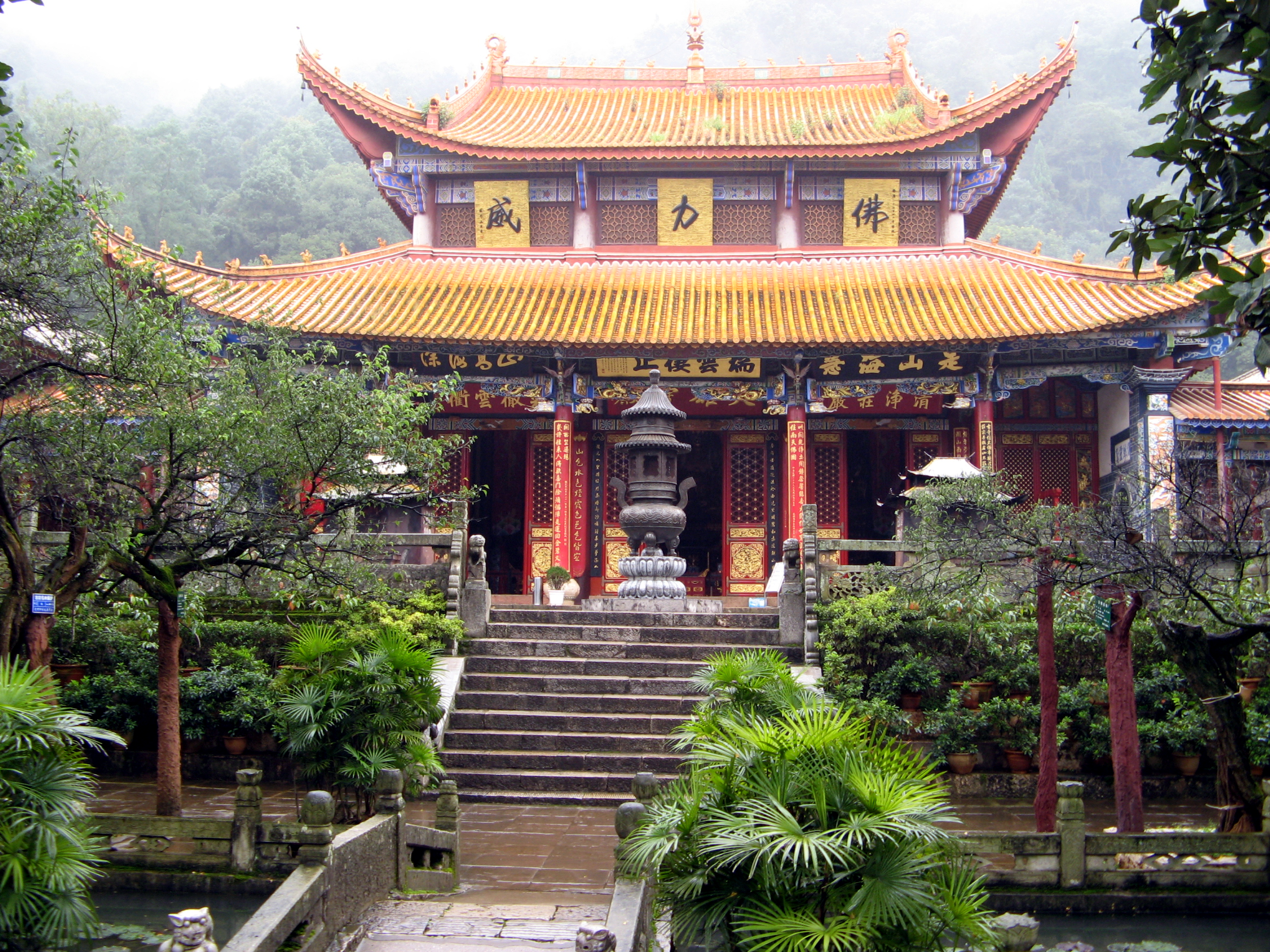
大雄宝殿
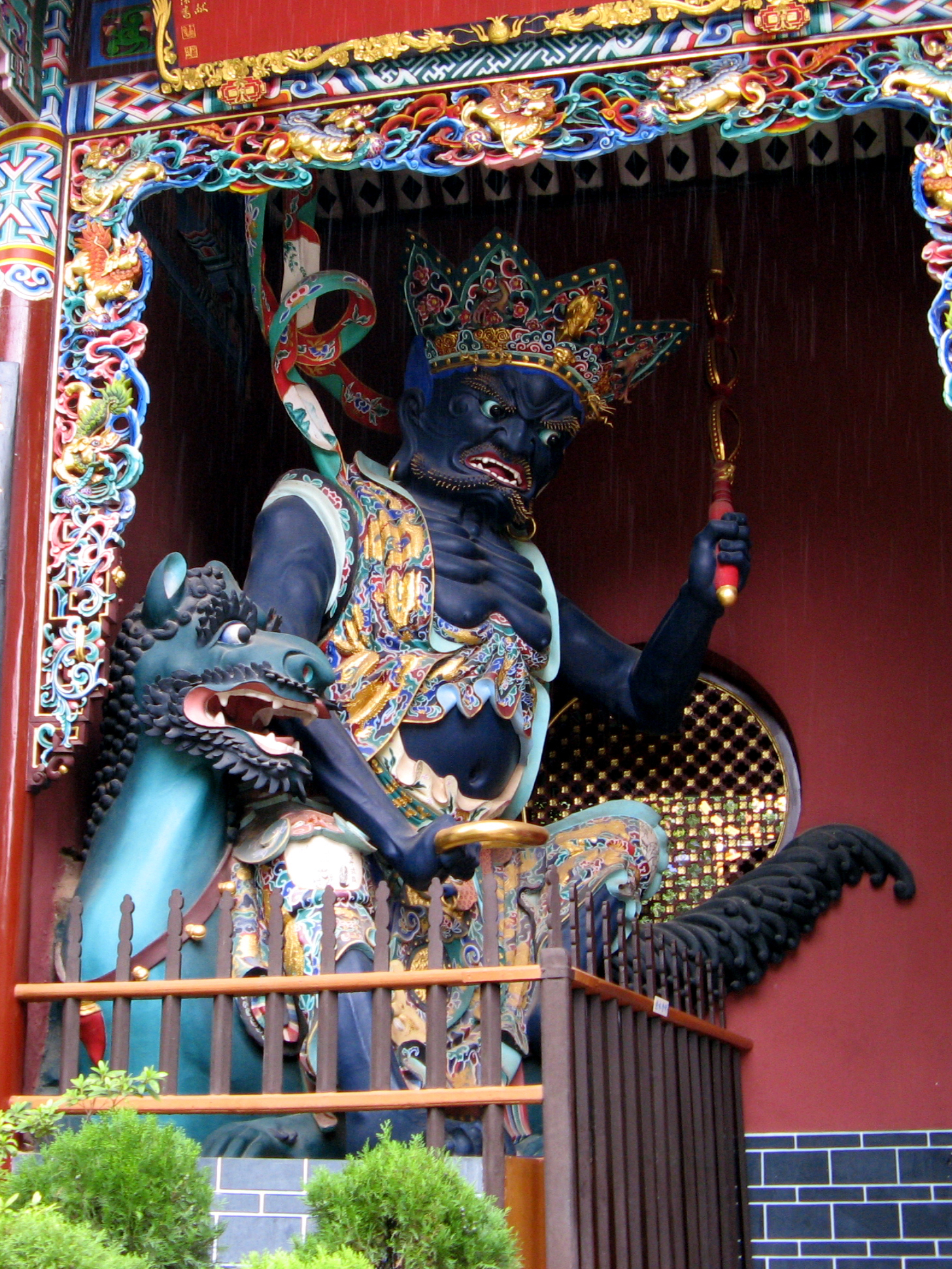
哈将
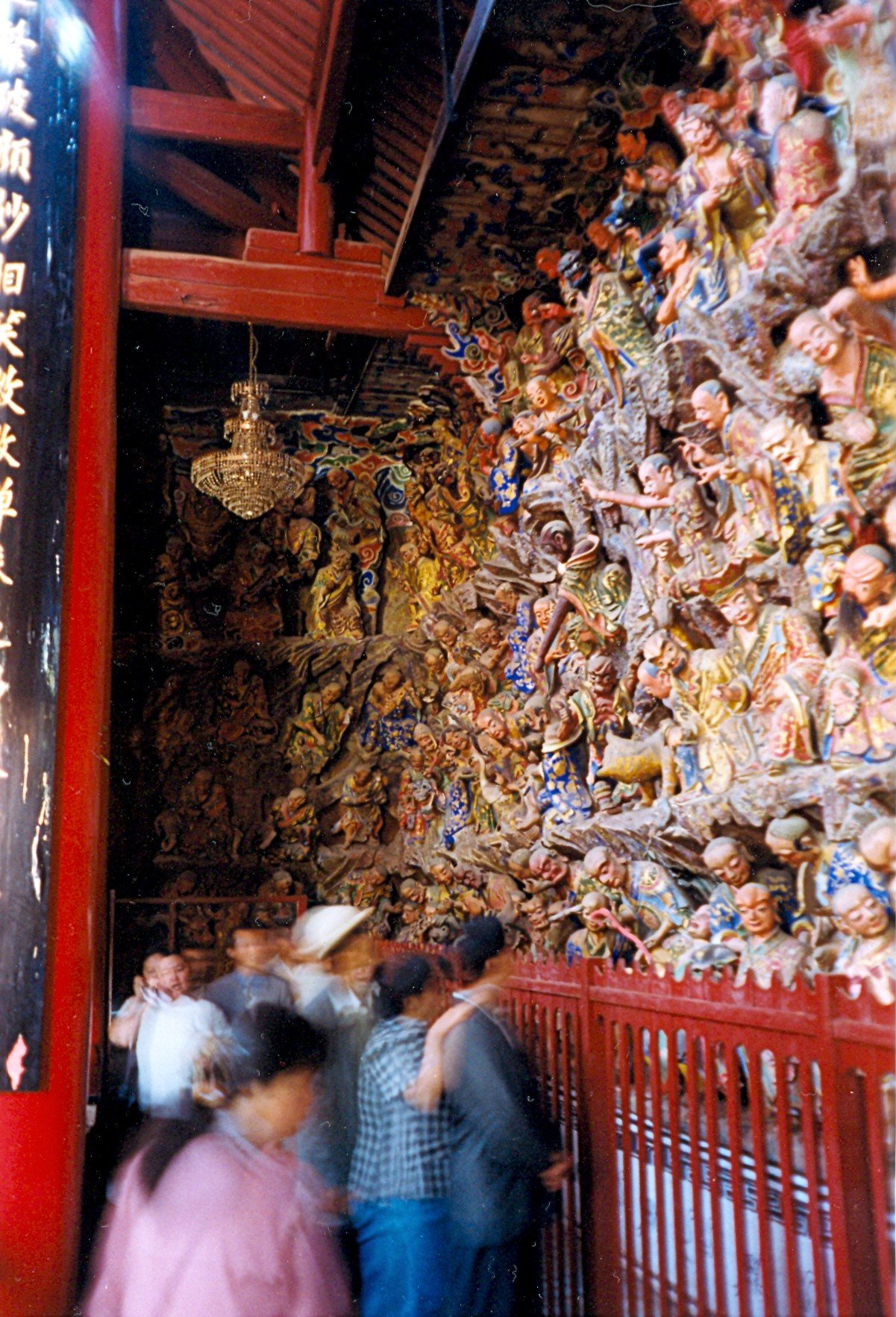
佛像